# Камелія Маковічук
Камелія Маковічук (1 березня 1968) — румунська академічна веслувальниця.
Олімпійська чемпіонка 1996 року в складі парної двійки легкої ваги, учасниця 2004 року.
Чемпіонка світу 1999 року в складі парної двійки легкої ваги, бронзова призерка 1997, 1998 років у складі парної двійки легкої ваги.